# Kazimierz Kuratowski
Kazimierz Kuratowski (Varsavia, 2 febbraio 1896 – Varsavia, 18 giugno 1980) è stato un matematico polacco.

## Biografia
Kuratowski è stato dal 1927 professore di matematica al Politechnika Leopoliska (Politecnico di Leopoli,  in Polonia) e dal 1934 all'Università di Varsavia. Nel 1945 è divenuto membro della Polska Akademia Umiejętności (Accademia Polacca dell'Insegnamento), e nel 1952 dell'Accademia Polacca delle Scienze. Dal 1948 al 1967 è stato direttore dell'istituto di matematica di quell'accademia, ed è stato anche vicepresidente della International Mathematical Union dal 1963 al 1966 e presidente della rispettiva Società Matematica polacca.
Kazimiertz Kuratowski è stato un frequentatore del celebre Kawiarnia Szkocka (Caffè scozzese), dove i matematici della formidabile scuola polacca dei primi decenni del XX secolo erano soliti incontrarsi per confrontare le proprie idee.

## Ricerca
La ricerca di Kuratowski è stata incentrata principalmente sullo studio di strutture metriche e topologiche astratte. Tra i suoi numerosi contributi alla matematica vanno ricordati:
- Lo studio degli spazi polacchi[1] (che prendono il loro nome proprio dai matematici polacchi che li hanno studiati, come Wacław Sierpiński, Alfred Tarski, ed appunto Kazimierz Kuratowski);
- La caratterizzazione degli spazi di Hausdorff mediante i cosiddetti assiomi di chiusura di Kuratowski;
- La dimostrazione del Lemma di Kuratowski-Zorn;
- In teoria dei grafi, la celebre caratterizzazione dei grafi planari, mediante il Teorema di Kuratowski per grafi;
- L'identificazione delle coppie ordinate {\displaystyle (x,y)} con l'insieme {\displaystyle \{\{x\},\{x,y\}\}}.
- L'introduzione dell'algoritmo di Tarski-Kuratowski riguardante la risoluzione di formule aritmetiche.